# Hulp van derden
Met de hulp van derden (een gebruikelijke term uit het aansprakelijkheidsrecht) wordt in België het volgende bedoeld: bij erge bestendige arbeidsongeschiktheid, en meer bepaald bij een vermindering van de zelfredzaamheid, heeft het slachtoffer hulp nodig bij activiteiten van het dagelijkse leven, zoals bij zich voeden, zich wassen, zich aankleden, zich verplaatsen. Deze hulp van derden vormt een andere, bijkomende schadepost dan de eigenlijke huishoudelijke schade. Deze schade bestaat vooral bij zeer ernstig gehandicapten. 
De noodzaak aan hulp van derden, buiten het huishouden, en de omvang van de te verstrekken hulp moeten steeds in concreto worden vastgesteld.
Wanneer de hulp wordt uitgedrukt per tijdseenheid, wordt een bedrag per uur vastgesteld, in overeenstemming met de vereiste kwalificatie van de hulpverlener. 
Voor de wijze van vergoeden gelden dezelfde regels als voor het toekomstige inkomensverlies. 
Deze hulp van derden geeft vaak aanleiding tot een zeer hoge schadevergoeding. Als bijvoorbeeld de vergoeding daarvoor wordt vastgelegd op 2 uren aan 10 euro per dag, dan betekent dit een levenslange vergoeding van 7.300 euro per jaar. Maar mogelijk gaat het zelfs om veel zwaardere schade, zodat bijvoorbeeld de vergoeding overeenstemt met het loon van 3 verpleegsters.
Het meten van het aantal uren noodzakelijke hulp dient derhalve zo nauwkeurig mogelijk te gebeuren, wat bij een medische expertise vaak wordt vergeten. Een belangrijk meetinstrument is de Elida-schaal (Estimation of Loss of Independence in Daily Activities).
De indicatieve tabel geeft geen concrete cijfers in verband met de hulp van derden. 